# Gert Trinklein
Gert Trinklein (* 19. Juni 1949 in Frankfurt am Main; † 11. Juli 2017 ebenda) war ein deutscher Fußballspieler. Der zumeist auf der Position des Liberos auflaufende Defensivakteur hat bei Eintracht Frankfurt von 1969 bis 1977 in der Fußball-Bundesliga insgesamt 230 Ligaspiele absolviert und dabei zehn Tore erzielt. Der „Schoppe-Gert“ gerufene Frankfurter gehörte den zwei Siegerteams der Jahre 1974 und 1975 im DFB-Pokal unter Trainer Dietrich Weise an. Für den DFB lief er im September 1974 einmal in der B-Nationalmannschaft auf.

## Fußballerische Laufbahn
Der 1967 von Rot-Weiss Frankfurt zur Eintracht gekommene Trinklein debütierte unter Trainer Erich Ribbeck am 31. Mai 1969 beim 4:1-Auswärtserfolg gegen den Hamburger SV in der Bundesliga. Der vormalige Amateur wurde in der 46. Minute für Hermann-Dieter Bellut eingewechselt. Ab der Saison 1969/70 gehörte er der Eintracht-Stammformation an. Die erfolgreichsten Runden erlebte der Techniker in der Abwehr in den Jahren 1973/74 und 1974/75 mit den Plätzen vier und drei, den zwei Pokalerfolgen und den vier Spielen um den Europapokal der Pokalsieger. Nach dem Ausschalten des AS Monaco (3:0, 2:2) scheiterten Trinklein und Kollegen im Oktober und November 1974 am späteren Cupsieger Dynamo Kiew. Das Team um Trainer Walerij Lobanowskyj und Stürmerstar Oleh Blochin setzte sich gegen die Eintracht mit 3:2 und 2:1 durch. Der Freund von Thomas Rohrbach bestritt in den Jahren 1969 bis 1977 insgesamt 230 Bundesligaspiele für Eintracht Frankfurt. Das letzte Bundesligaspiel mit der Eintracht absolvierte er am 29. Oktober 1977 unter Trainer Gyula Lóránt bei einer 1:2-Niederlage bei Fortuna Düsseldorf. Gemeinsam mit Torhüter Heinz-Josef Koitka, Peter Reichel, Karl-Heinz Körbel und Willi Neuberger bildete er dabei letztmals die Eintracht-Defensive. In der Saison 1978/79 kamen noch sechs Zweitligaspiele für Kickers Offenbach hinzu. Von 1979 bis 1980 war Trinklein Fußball-Profi bei Dallas Tornado in Dallas, Texas.
Am 3. September 1974 führte der DFB ein Länderspiel mit der B-Nationalmannschaft gegen Luxemburg aus. Beim deutschen 5:0-Erfolg war Trinklein zusammen mit den Eintracht-Kollegen Körbel und Bernd Nickel im Einsatz. Insbesondere die fußballerische Ausnahmeerscheinung von Franz Beckenbauer verhinderte eine mögliche internationale Karriere des Eintracht-Liberos.

## Erfolge
- Deutscher Pokalsieger 1974 und 1975 mit Eintracht Frankfurt
- B-Nationalspieler

## Nach dem Fußball
Seit 1985 war er selbständiger Kaufmann und vermarktete Sportveranstaltungen. Er war unter anderem der Veranstalter des Hessen Cups.
Ab 2006 gehörte Trinklein der FDP-Fraktion in der Frankfurter Stadtverordnetenversammlung an. 2011 wurde Leukämie bei ihm diagnostiziert.
Trinklein verstarb am 11. Juli 2017.